# Papyrus Design Group
Papyrus Design Group, Inc. era una casa sviluppatrice di videogiochi fondata nel 1987 da David Kaemmer e Omar Khudari.
È per lo più conosciuta per le serie di giochi di guida basati sulla formula NASCAR ed Indycar, e per il simulatore di guida Grand Prix Legends. La compagnia venne acquisita nel 1995 da Sierra Entertainment e fu chiusa verso la fine del 2004.

## Giochi sviluppati da Papyrus
- Indianapolis 500: The Simulation (1989)
- IndyCar Racing (1993)
- NASCAR Racing (1994)
- IndyCar Racing II (1995)
- Road Rash (1996) (with Buzz Puppet Productions)
- NASCAR Racing 2 (1996)
- NASCAR Grand National Series Expansion Pack (1997) (add-on for NASCAR Racing 2)
- SODA Off-Road Racing (1997)
- Grand Prix Legends (1998)
- NASCAR Legends (1998)
- NASCAR Racing 1999 Edition (1999)
- NASCAR Craftsman Truck Racing (1999)
- NASCAR Racing 3 (2000)
- NASCAR Racing 4 (2001)
- NASCAR Racing 2002 Season (2002)
- NASCAR Racing 2003 Season (2003)